# راي مانسفيلد
راي مانسفيلد (بالإنجليزية: Ray Mansfield)‏ هو لاعب كرة قدم أمريكية أمريكي، ولد في 21 يناير 1941 في بيكرسفيلد في الولايات المتحدة، وتوفي في 3 نوفمبر 1996 في غراند كانيون في الولايات المتحدة.

## وصلات خارجية
- راي مانسفيلد على موقع مرجع كرة القدم المحترفة.كوم (الإنجليزية)